# Leucoctenorrhoe quadrilinea
Leucoctenorrhoe quadrilinea là một loài bướm đêm trong họ Geometridae.